# Video compuesto

Señal de vídeo compuesto ('CVBS).

El vídeo compuesto es una señal de vídeo  que se utiliza en la producción de televisión y en los equipos audiovisuales domésticos. Esta señal eléctrica es una señal compleja en la que se codifica la imagen en sus diferentes componentes de luz y color añadiendo los sincronismos necesarios para su posterior reconstrucción. 
La señal de vídeo compuesto consta de los siguientes componentes: crominancia, que porta la información del color de una imagen; luminancia, que porta la información de luz (imagen en blanco y negro) y sincronismos que indican las características del barrido efectuado en la captación de la imagen.
El "vídeo compuesto" suele estar codificado en formatos estándares como NTSC, PAL y SECAM y es a menudo designado por las siglas CVBS, que significan "Color, Video, Blanking, & Sync" ("Color, Vídeo, Borrado y Sincronismos").

## Funcionamiento

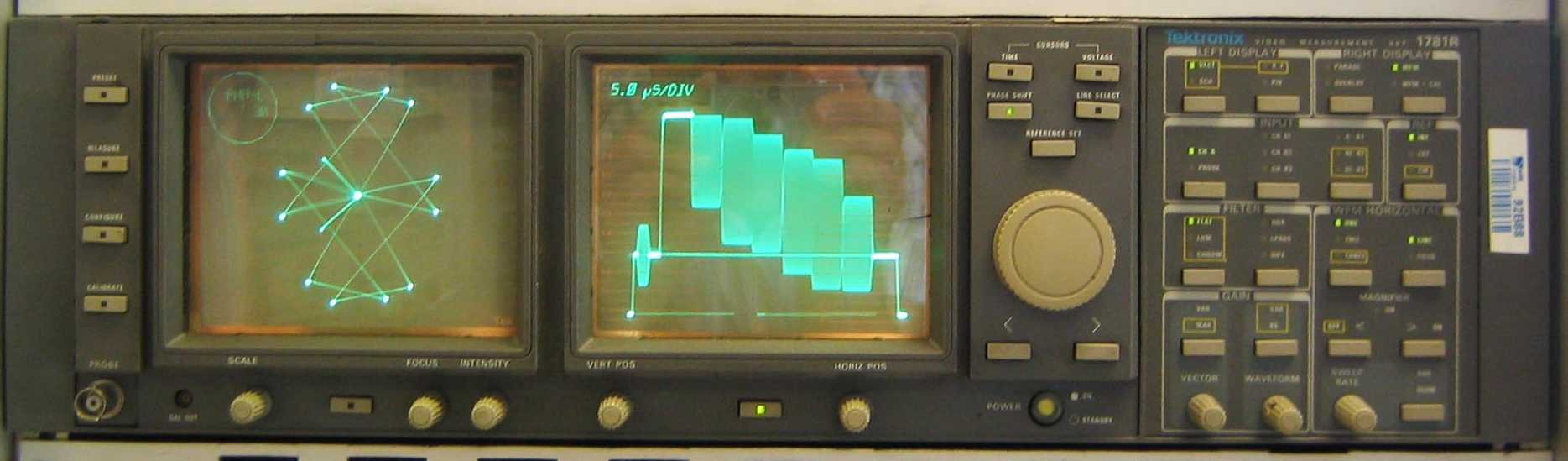
Barras de color EBU vistas en un MFO y un vectoscopio.

El vídeo compuesto tiene diferentes estándares que difieren principalmente en las características utilizadas en el método de descomposición de la imagen y en la codificación del color. 
La descomposición de la imagen para su captación se realiza mediante el barrido de diferentes "fotogramas", llamados en terminología de televisión cuadros o frames, que se descomponen en líneas. El número de cuadros (que se descomponen a su vez en campos) y de líneas marcan la característica del estándar, se agrupan en la utilización de 60 campos (30 cuadros) para América y Asia y 50 campos (25 cuadros) para Europa (estos datos estaban basados en la frecuencia fundamental de la red de distribución eléctrica).
La codificación del color se realiza de diferentes formas, ello ha dado lugar a tres estándares diferenciados e incompatibles entre sí. Estos son NTSC, usado en América y Asia; PAL en Europa y SECAM en Francia y los países de la zona de influencia de la antigua URSS.
En los sistemas PAL y NTSC, la información de crominancia se introduce modulando en cuadratura una subportadora "de color". La frecuencia de la subportadora varía entre el PAL y el NTSC, debido a los distintos componentes espectrales de los dos sistemas. Como la información de la imagen casi se repite en cada campo, los componentes espectrales se agrupan en torno a los 60 Hz, en el NTSC y 50 Hz en el PAL (Salvo el PAL de 60Hz de Brasil). Entonces los múltiplos (armónicos) de estas frecuencias deben respetarse para mantener separadas la luminancia y crominancia. En el NTSC, las mismas consideraciones son válidas para la crominancia, de modo que la subportadora de color se sitúa entre dos múltiplos de 60 Hz. El caso del PAL es más problemático debido a que en cada campo se invierte la fase de la señal de color. Esto da una frecuencia fundamental de 25Hz, con lo que ya no se puede poner la subportadora entre dos armónicos de 50 Hz, sino que debe separarse 12'5 Hz (y no 25). Esto dificulta los filtros, pero la mejora del color con respecto al NTSC lo compensa.
Los sincronismos van incorporados a la señal de luminancia, como picos "ultranegros" de la señal. El nivel cero de luminancia corresponde al negro, mientras que los niveles más altos van siendo más claros. Más allá del negro (un 75%) está el ultranegro, que es el nivel que tienen los pulsos de sincronismo. Este método se emplea para que los pulsos de ruido que puede contener la señal sean negros (menos molestos) y además, los pulsos de sincronismo mantienen negra la pantalla.

### Artefactos

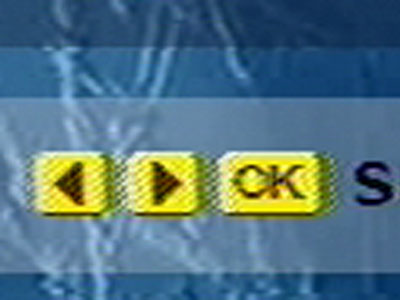
Detalle de una fuente de video mostrando artefactos visibles en los borden de los botones en pantalla.

La combinación de las señales para formar la señal de video compuesto puede dar origen a artefactos en el video visible. Estos artefactos se deben a la interferencia entre la señal de luminancia y la de crominancia debida a la asignación de un elevado ancho de banda a la señal de crominancia causando la invasión a la frecuencia de la señal de luminancia. Para evitar este problema en los televisores modernos se utilizan filtros de peine para separar estas señales. El filtro de peine de vidrio es el tipo más básico y antiguo, mientras que el filtro de peine digital 2D se encuentra en una escala intermedia y los televisores más modernos y avanzados incorporan el filtro de peine digital 3D que ofrece los mejores resultados.
Las señales S-Video y el video por componentes no necesitan el uso de filtros de peine puesto que mantienen separadas las señales de los componentes de video.

### Grabación
Históricamente el video compuesto ha sido grabado de manera analógica con variaciones en el formato. El Laserdisc grababa la señal de video compuesto en su forma original mientras que los formatos Betamax y VHS la grababan adaptándola a las especificaciones de cada formato. El formato profesional D-2 grababa la señal de forma digital codificando la señal de video compuesto en formato PCM. Actualmente la grabación de la señal de video compuesto se realiza de manera digital, usando un filtro de peine para convertir la señal a YCbCr y posteriormente digitalizarla para después codificarla en un formato MPEG. Los discos DVD y Blu-Ray actuales ya no graban en video compuesto. En su lugar graban de manera digital el video en formato YCbCr.

### Agregados
Los dispositivos ocultan normalmente el intervalo de supresión vertical. Como resultado, se ha utilizado para introducir agregados a la señal original. Algunos ejemplos son el teletexto, el subtitulaje, información de los contenidos en pantalla, colores de referencia para corregir los desajustes de tono en las señales NTSC, señales para intercambiar entre los formatos 4:3 y 16:9 entre otros.

## Conectores y líneas utilizadas por la señal de vídeo

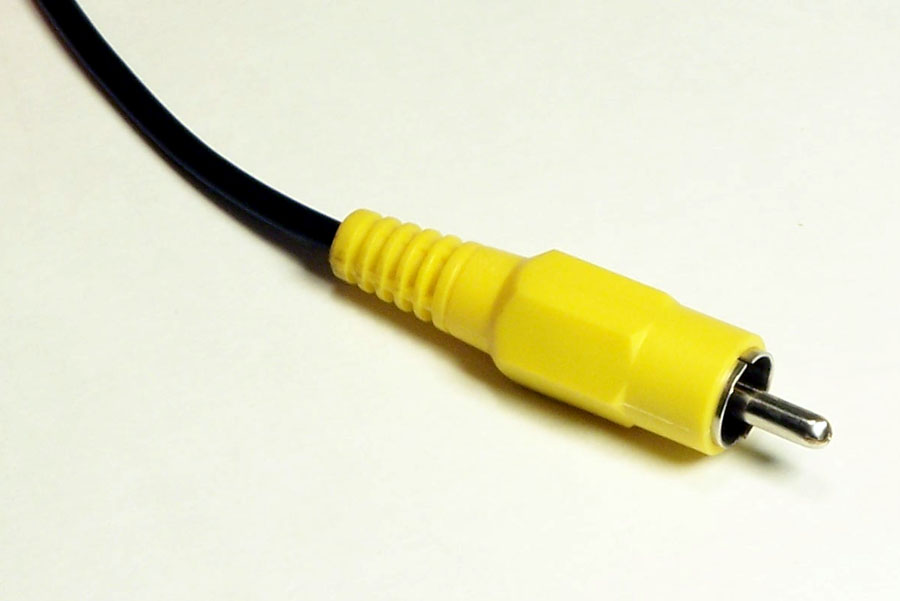
Conector RCA de vídeo

Para el transporte de la señal de vídeo compuesto se utilizan cables coaxiales de 75 Ohms de impedancia y conectores BNC. En el ámbito doméstico el conector utilizado es del tipo conector RCA de color amarillo, junto con los de audio L/R.